# زیست‌تقلید
زیست‌تقلید، یا زیست الهام (به انگلیسی: Biomimetics) یا زیست‌همانندسازی، تقلید از الگوها، سامانه‌ها و عناصر طبیعت با هدف حل مشکلات پیچیده انسان است. در حقیقت اساس این علم مدل‌های طبیعی بیولوژیکی است که با مطالعه فیزیولوژی آن‌ها می‌توانی سامانه‌های نوین فناورانه را طراحی کرده و ساخت.
ساختارها و مواد با سازگاری مناسب در موجودات زنده در طول زمان از طریق انتخاب طبیعی تکامل یافته‌اند. علم زیست تقلید منجر به ایجاد فناوری‌های جدید با الهام از راه حل‌های زیستی در اندازه‌های کلان و نانو شده‌است. انسان‌ها برای پاسخ به مشکلات خود به طبیعت نگاه کرده و الهام می‌گیرند. طبیعت مشکلات مهندسی مانند توانایی‌های ترمیمی، تحمل و مقاومت در محیط زیست‌های مختلف، آبگریزی و بهره‌برداری از انرژی خورشیدی را حل کرده‌است.
امروزه همه اختراعات بشر را می‌توان به نوعی بهره گرفته از مدل‌های زنده دانست. رایانه‌ها و ربات‌های دستیار که رفته رفته جای انسان را گرفته‌اند با توجه به مطالعه بر روی ساختارهای زیستی ساخته شده‌اند. طراحی هواپیما بر اساس ساختار بدن پرندگان، ساخت زیردریایی از روی ساختار دلفین‌ها یا ساخت رادارها با توجه به سیستم راداری خفاش‌ها مثال‌هایی از علم بیوممتیک یا بیونیک (Bionic) می‌باشند.

## تاریخچه
یکی از نمونه‌های اولیه زیست‌تقلید، مطالعه پرندگان برای ایجاد توانایی پرواز در انسان بود. لئوناردو دا وینچی (۱۴۵۲–۱۵۱۹) اگر چه هرگز در اختراع یک «ماشین پرنده» موفق نبود، اما یک ناظر زیرک در بررسی آناتومی و نحوه پرواز پرندگان بود و یادداشت‌ها و طرح‌های متعددی از مشاهدات خود و همچنین طرح‌هایی از «ماشین پرواز» را ساخته بود. اولین هواپیما که توسط برادران رایت ساخته شد الهام گرفته از مشاهدات کبوتران در حال پرواز بود.
علم زیست تقلید توسط فیزیکدان و دانشمند آمریکایی به نام اتو اسمیت در دههٔ ۱۹۵۰ در حین مطالعه بر روی اعصاب ماهی مرکب ابداع شد، و واژه زیست تقلید در سال ۱۹۷۴ به لغت‌نامه راه یافت.

## نمونه فناوری‌های الهام گرفته شده از طبیعت

### اپتیک
تحقیق دربارهٔ مواد نوری که در طبیعت وجود دارند، می‌تواند منجر به محصولات تجاری در آینده شود.

#### الهام از میوه‌ها و گیاهان
برای مثال، یک فرایند خودسامانی سلولزی الهام گرفته‌شده از نوعی توت خاص (Pollia condensata) برای ساخت فیلم‌های نوری به کار گرفته شده‌است. این فیلم‌ها از سلولزی تشکیل شده‌است که از چوب یا پنبه به دست می‌آید. رنگ‌های ساختاری نسبت به رنگ‌هایی که از جذب شیمیایی نور حاصل می‌شوند، طراوت و جاودانگی بیشتری دارند. رنگین‌تابی در انواع دیگری از توت‌ها نیز دیده می‌شود. این میوه‌ها رنگین‌تابی را در ناحیهٔ سبز-آبی از طیف دیداری نشان می‌دهد که در نتیجه، ظاهری براق و درخشان به آن‌ها می‌دهد. رنگ‌های ساختاری از سازماندهی زنجیره‌های سلولوزی در برون‌بر میوه، قسمتی از پوست میوه، حاصل می‌شوند. هر سلول برون‌بر از چند لایه حلقه که مانند یک بازتاب‌گر عمل می‌کنند، تشکیل شده‌است.

رنگ آبی درخشان پروانهٔ مورفو به دلیل رنگ‌آمیزی ساختاری آن است. بال‌های پروانه‌های مورفو دارای میکروساختارهایی هستند که پدیدهٔ رنگی خود را از طریق رنگ‌آمیزی ساختاری و نه از طریق رنگدانه‌ها خلق می‌کنند. امواج نوری ورودی در طول موجهای خاصی بازتاب می‌شوند تا رنگ‌های درخشان را براساس تداخل چند لایه‌ای ایجاد کنند.

انجیرهای آبی به سبب وجود نوعی سلول خاص لایه‌لایه (iridosomes) نور ساختاری دارند. این سلول خاص در نوعی میوهٔ میشیگانی (Delarbrea) نیز یافت می‌شود.
در گیاهان، ساختارهای چند لایه یا در سطح برگ‌ها وجود دارد، مانند نوعی علف (Selaginella willdenowii) یا در اندامکی خاص در داخل سلول‌های روپوست، قرار گرفته‌اند که در برخی گیاهان جنگی (Begonia pavonina) یافت شده‌است.
همچنین رنگ‌های ساختاری در برخی جلبک‌ها، مانند خزه ایرلندی قرمز یافت شده‌است.

#### الهام از جانوران
رنگ آمیزی ساختاری باعث به وجود آمدن رنگ‌های رنگین کمانی حباب صابون، بال‌های پروانه و بسیاری از سوسک‌ها می‌شود. اندام کرم شب‌تاب برای بهبود چراغ‌های LED استفاده شده‌است.
لوتوس کارز ادعا می‌کند در شرکت خود رنگی ساخته‌است که از رنگ آبی ساختاری پروانهٔ مورفو تقلید می‌کند.

### چسبندگی

#### چسبندگی مرطوب
برخی از دوزیستان، مانند قورباغه‌های درختی و سمندر‌های درختی، می‌توانند بدون لغزش روی محیط‌های خیس یا حتی روان آب‌ها بچسبند یا حرکت کنند. این موجودات دارای لایه‌ای روی پنجه‌هایشان هستند که دائماً توسط مخاط ترشح شدهٔ غددی که در مجاری بین سلول‌هایشان باز می‌شوند، خیس هستند. آن‌ها با یک چسبندگی مرطوب به سطوح وصل می‌شوند و قادر هستند از صخره‌ای که آب روی سطح آن روان است، بالا روند. آج‌های تایر با الهام از پنجه قورباغهٔ درختی ساخته شده‌است.

#### چسبندگی خشک
برخی حیوانات مثل حشرات، برخی سوسک‌ها، عنکبوت‌ها و مارمولک‌ها، توسط لایهٔ متصل کنندهٔ کف پایشان قادر هستند روی دیوارهای عمودی یا سقف، روی انواع سطوح حرکت کنند. چنین نمونه‌های بیولوژیکی، در ساخت ربات‌های کوهنورد، پوتین و نوارچسب‌ها به کار گرفته شده‌اند.

### مواد خودترمیم
به‌طور کلی در سیستم‌های بیولوژیکی، خودترمیمی توسط سیگنال‌های شیمیایی اتفاق می‌افتد که در محل‌های آسیب دیده منتشر می‌شوند و یک پاسخ سیستمی را راه اندازی می‌کنند به طوری که عواملی که برای ترمیم لازم هستند، به محل آسیب دیده منتقل می‌شوند و بدین ترتیب ترمیم به صورت اتوماتیک انجام می‌شود.
برای نمایش استفاده از شبکه‌های میکروآوندی در فرایند خودترمیمی، محققان یک پوشش میکروآوندی ساختند که از روی پوست انسان شبیه‌سازی شده‌است. همچنین یک غشاء خودترمیم با الهام از فرایند خودترمیم سریع در گیاهان برای ساخت سازه‌های سبک‌وزن بادی مانند سایبان‌های چادری ساخته شده‌است.

## کاربردهای تجاری
کانی‌سازی بیومورفیک (Biomorphic mineralization)، تکنیکی است که در آن مواد با شکل و ساختاری شبیه به موجودات زنده طبیعی با استفاده از ساختارهای زیستی (به عنوان الگو)، تولید می‌شوند. در مقایسه با روش‌های دیگر تولید مواد، کانی‌سازی بیومورفیک آسان، سازگار با محیط زیست و اقتصادی است.
فناوری صفحه نمایش (Mirasol) بر اساس خواص بازتابی بال پروانه مورفو توسط شرکت کوالکام در سال ۲۰۰۷ به صورت تجاری وارد بازار گردید. این فناوری با استفاده از تلفیق تداخل امواج (Interferometric Modulation)، نور را به صورتی بازتاب می‌کند که تنها یک رنگ دلخواه در هر یک از پیکسل‌های صفحه نمایش قابل مشاهده باشد.

## کاربردهای احتمالی آینده
زیست تقلید در آینده در بسیاری از زمینه‌ها مورد استفاده قرار می‌گیرد. به دلیل پیچیدگی سیستم‌های زیستی، تعداد پارامترهای بسیاری ممکن است مورد تقلید قرار گیرند. کاربردهای زیست تقلید در مراحل مختلف توسعه از فناوری‌هایی که قادر به تجاری شدن می‌باشند تا مدل‌های پیش الگو و نمونه‌های اولیه را شامل می‌شود.
به عنوان مثال محققان با الهام از ساختار تپهٔ موریانه‌های آفریقایی توانستند ساختمانی را طراحی نموده که تنها با استفاده از ده درصد انرژی معمول، فعالیت تهویه و خنک نگهداشتن ساختمان را به درستی انجام دهد.
صدف‌های دریایی با استفاده از پروتئین‌های موجود در پاهای رشته مانند خود در هنگام جزر و مد به سنگ‌های دریا متصل باقی می‌مانند. این پروتئین‌ها دارای ترکیب خاصی از آمینواسیدهای مختلف می‌باشند که برای چسبندگی انطباق یافته‌اند. مهندسان با شناسایی و استفاده از این پروتئین‌ها قادر به تولید چسب ضدآب خواهند شد.
مهندسین همچنین به فکر استفاده از ابریشم تار عنکبوت به منظور طراحی چتر نجات، کابل پل‌های معلق و رباط مصنوعی در کاربرد پزشکی هستند. تحقیقات دیگر مطرح شده شامل تولید ساخت سلول‌های خورشیدی الهام گرفته از ساختار برگ، تولید پارچه‌های شبیه‌سازی شده از پوست کوسه و برداشت آب از مه مانند یک سوسک می‌باشد.